# Sygrus vansoni
Sygrus vansoni är en insektsart som beskrevs av Rehn, J.A.G. 1944. Sygrus vansoni ingår i släktet Sygrus och familjen gräshoppor. Inga underarter finns listade i Catalogue of Life.